# Хуан Сільва
Хуан Сільва (ісп. Juan Ramón Silva, нар. 5 серпня 1948) — уругвайський футболіст, що грав на позиції нападника. По завершенні ігрової кар'єри — тренер. Виступав, зокрема, за клуб «Пеньяроль», а також національну збірну Уругваю.
Чотириразовий чемпіон Уругваю. Володар Кубка Лібертадорес. Володар Міжконтинентального кубка. 

## Клубна кар'єра
У дорослому футболі дебютував 1966 року виступами за команду «Пеньяроль» у Прімера Дивізіоні. Разом з «Орінегросом» играв чемпіонат Уругваю в 1973, 1974 та 1975 років та Трофей Терези Еррери у 1974 та 1975 роках. Клуб Монтевідео також виграв Лігілью Пре-Лібертадорес на цьому етапі в 1974, 1975 і 1977 роках. Потім виїхав до Еквадору. З 1977 по 1981 рік захищав кольори «Універсідад Католіки» (Кіто). У 1981 році грав за колумбійський «Індепендьєнте Медельїн». Але вже наступного року повернувся до Еквадору, де виступав за «Емелек». Футбольну кар'єру завершив 1984 року в складі «9 де Октубре».

## Виступи за збірну
23 березня 1974 року дебютував у футболці національної збірної Уругваю. У складі збірної був учасником чемпіонату світу 1974 року у ФРН (на турнірі не зіграв жодного матчу), розіграшу Кубка Америки 1975 року у різних країнах. Востаннє футболку національної команди одягав 10 березня 1976 року. Загалом протягом кар'єри у національній команді, яка тривала 3 роки, провів у її формі 13 матчів, відзначився 1 голом.

## Кар'єра тренера
Розпочав тренерську діяльність по завершенні кар'єри гравця. Першим клубом для Хуана як тренера став «Рівер Плейт» (Монтевідео). Наступного року виїхав до Еквадору, де очолив «Емелек». З 1991 по 1993 рік очолював еквадорські клуби «Універсідад Католіка» (Кіто), «Вальдес» та «Депортіво» (Куенка). У 1995 році тренував перуанський клуб «Альянса Атлетіко». У 1997 році повернувся до Еквадору, де очолив «Ольмедо», а наступного року — «Аукас». У 2000 році тренував «Емелек». Наступного року повернувся в уругвайський клуб «Рівер Плейт» (Монтевідео). Потім знову виїхав до Еквадору, де тренував «Сосьєдад Депортіво Кіто» та «Емелек». З червня по липень 2011 року очолював «Емелек». З 2014 по січень 2015 року тренував «Аукас». З 2015 року тренує «Портовейо».

## Досягнення

### Як гравця
«Пеньяроль»
- Прімера Дивізіон Уругваю
  -  Чемпіон (5): 1967, 1968, 1973, 1974, 1975
  -  Срібний призер (3): 1966, 1969, 1970, 1971, 1972, 1976.

- Лігілья Уругваю
  -  Чемпіон (3): 1974, 1975, 1977

- Трофей Терези Еррери
  -  Володар (2): 1974, 1975

- Кубок Лібертадорес
  -  Володар (1): 1966
  -  Фіналіст (1): 1970

- Міжконтинентальний кубок
  -  Володар (1): 1966

- Суперкубок міжконтинентальних чемпіонів
  -  Володар (1): 1969

«Універсідад Католіка»
- Серія A Еквадору
  -  Срібний призер (1): 1979

«Індепендьєнте Медельїн»
- Кубок Колумбії
  -  Володар (1): 1981

«9 де Октубре»
- Серія A Еквадору
  -  Срібний призер (1): 1984

### Як тренера
«Емелек»
- Серія A Еквадору
  -  Чемпіон (1): 1988
  -  Срібний призер (2): 1989, 2011

«Аукас»
- Серія B Еквадору
  -  Чемпіон (1): 2014